# SS90
Pour les articles homonymes, voir Jaguar, SS et 90.
La SS90 ou Jaguar SS90 est une voiture de sport du constructeur automobile britannique SS Cars Ltd de Coventry (qui devient Jaguar en 1945). Présentée au salon de l'automobile de Londres en 1935, elle est construite à environ 23 exemplaires jusqu'en 1940 et est considérée comme l'une des premières Jaguar sportives.

## Histoire
La SS90 succède au modèle SS1 précédent de 1931. Elle est conçue par William Lyons, dotée d'une nouvelle calandre et reprend le moteur de six cylindres en ligne Standard 2,6 L de 68 ch, pour une vitesse de pointe de 145 km/h (90 mph, à l'origine de son nom « SS90 »).

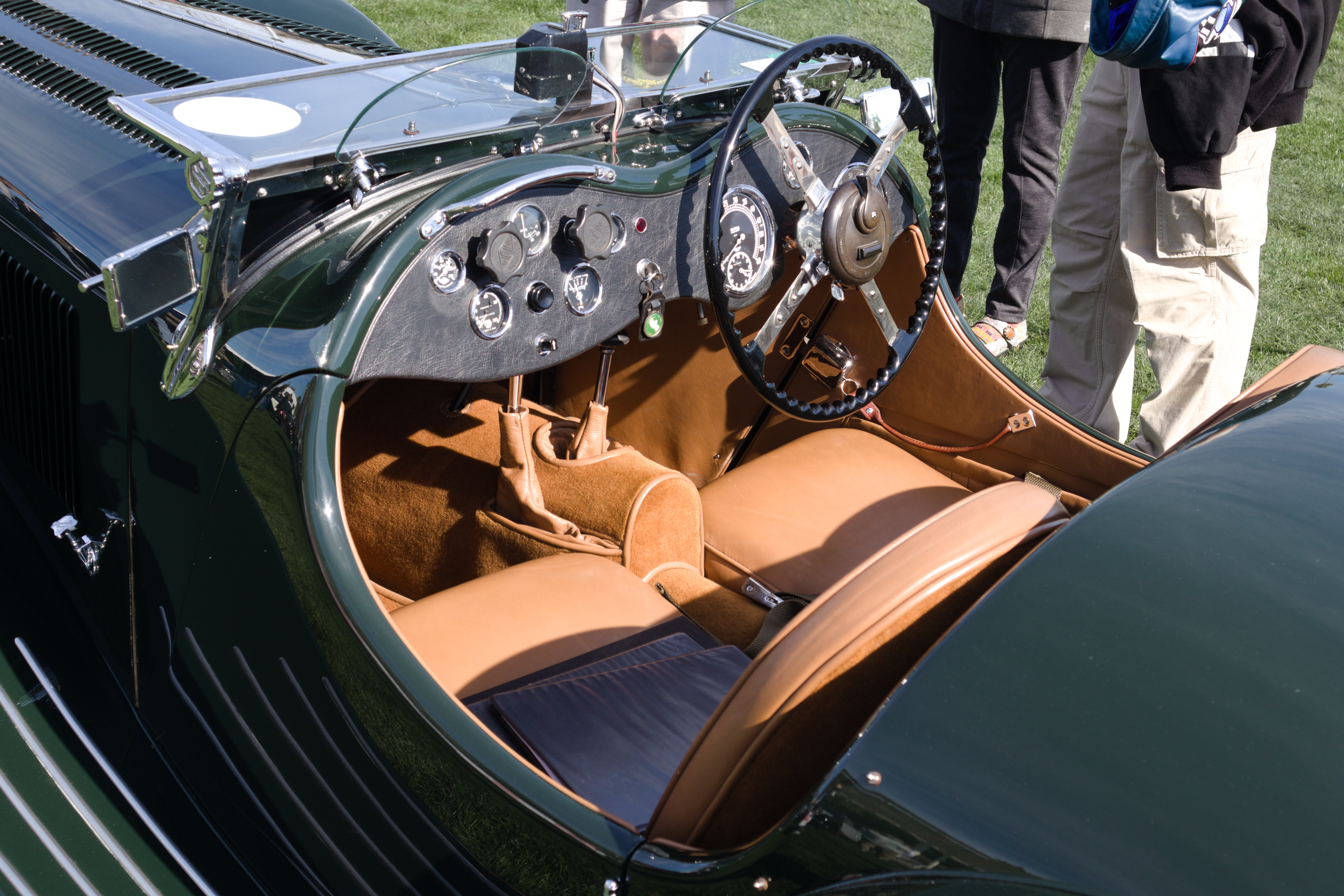
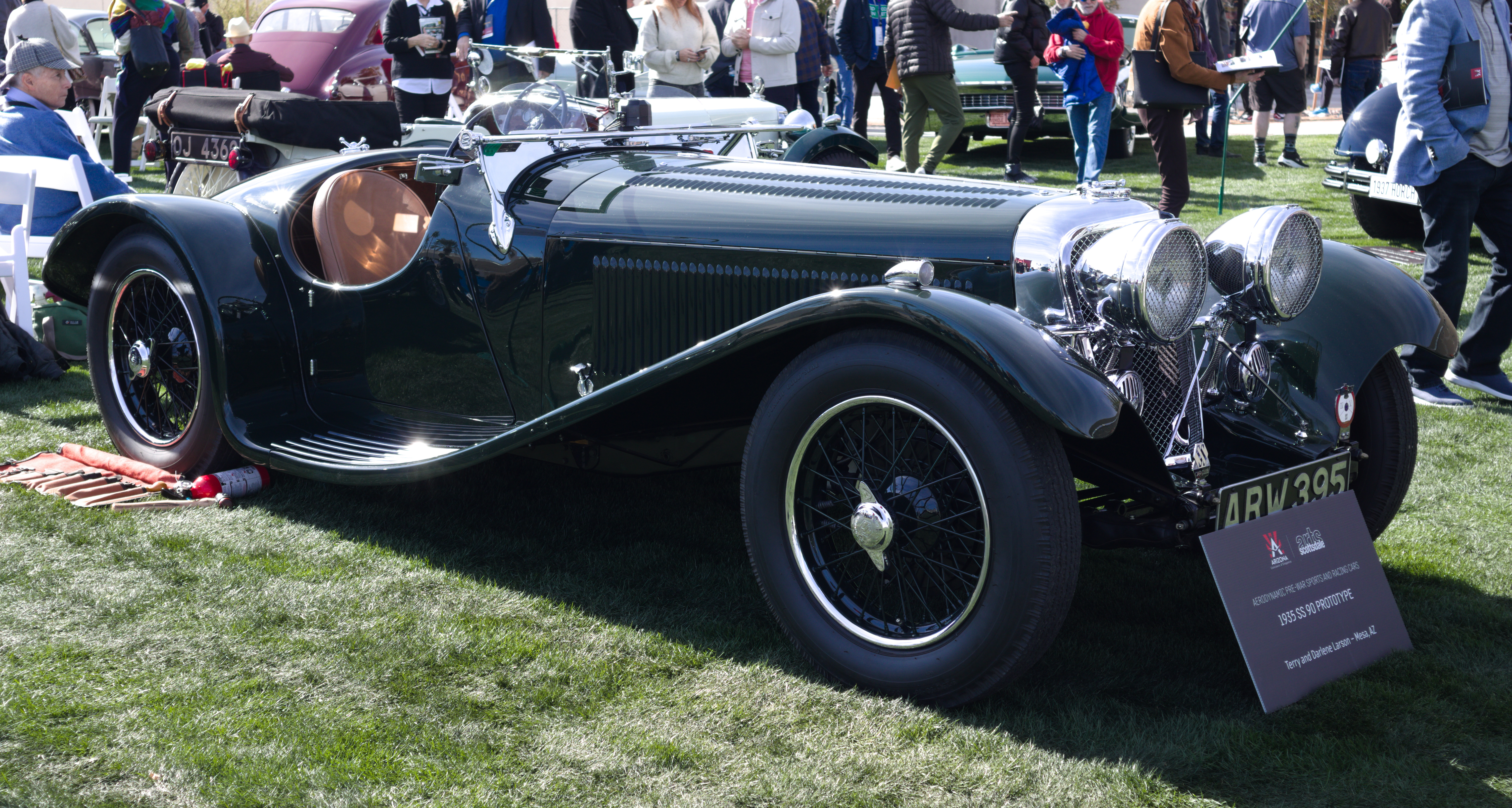

Présentée en mars 1935, cette version sportive de SS Jaguar (ou Jaguar Mk IV) est destinée à la saison de rallyes 1935, bien que peux prisée par la communauté sportive à cause de son niveau de performances qui n'est pas au niveau de son apparence, au détriment de sa version SS100 à moteur 3,5 L de 125 ch à arbre à cames du motoriste-préparateur Harry Weslake.

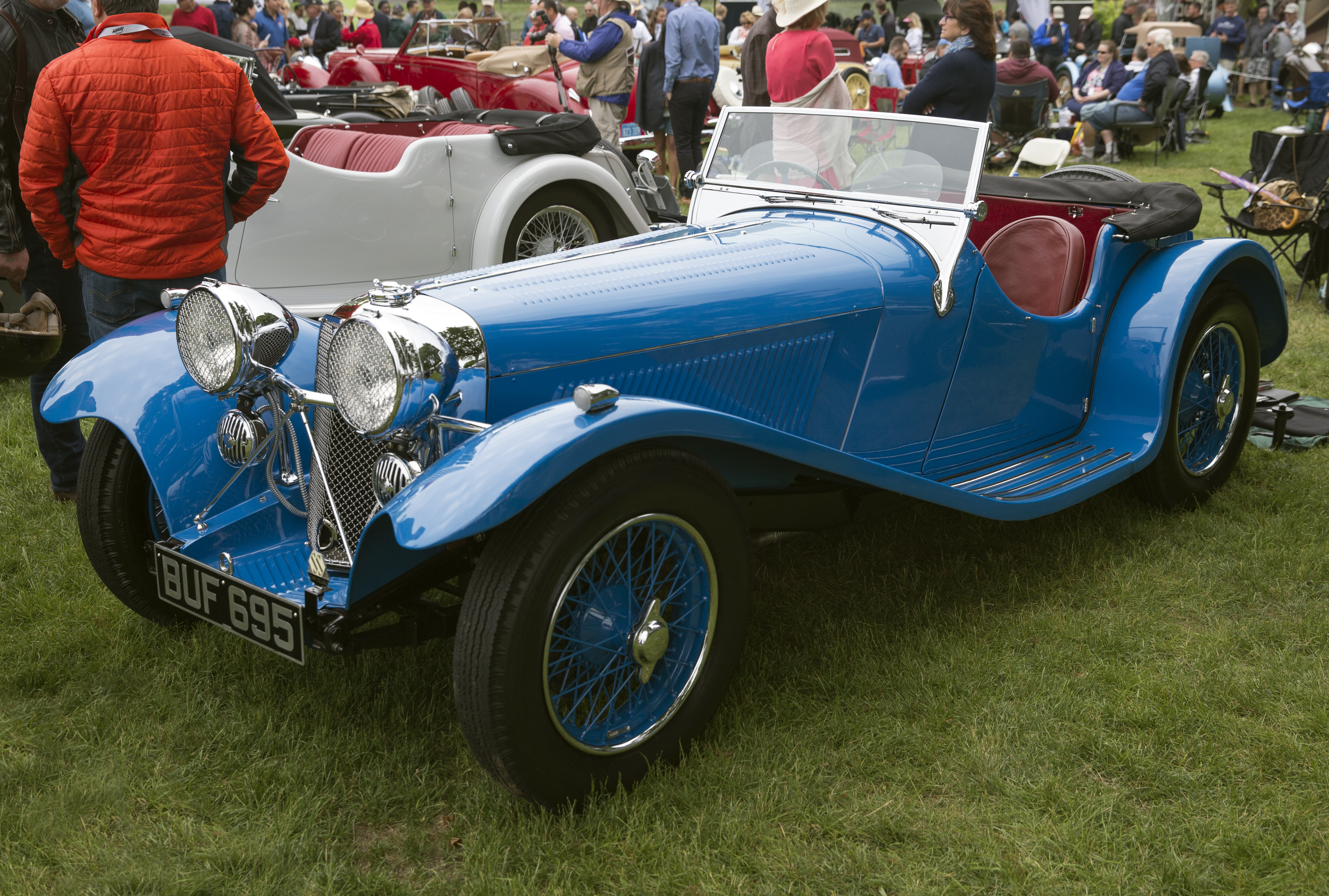
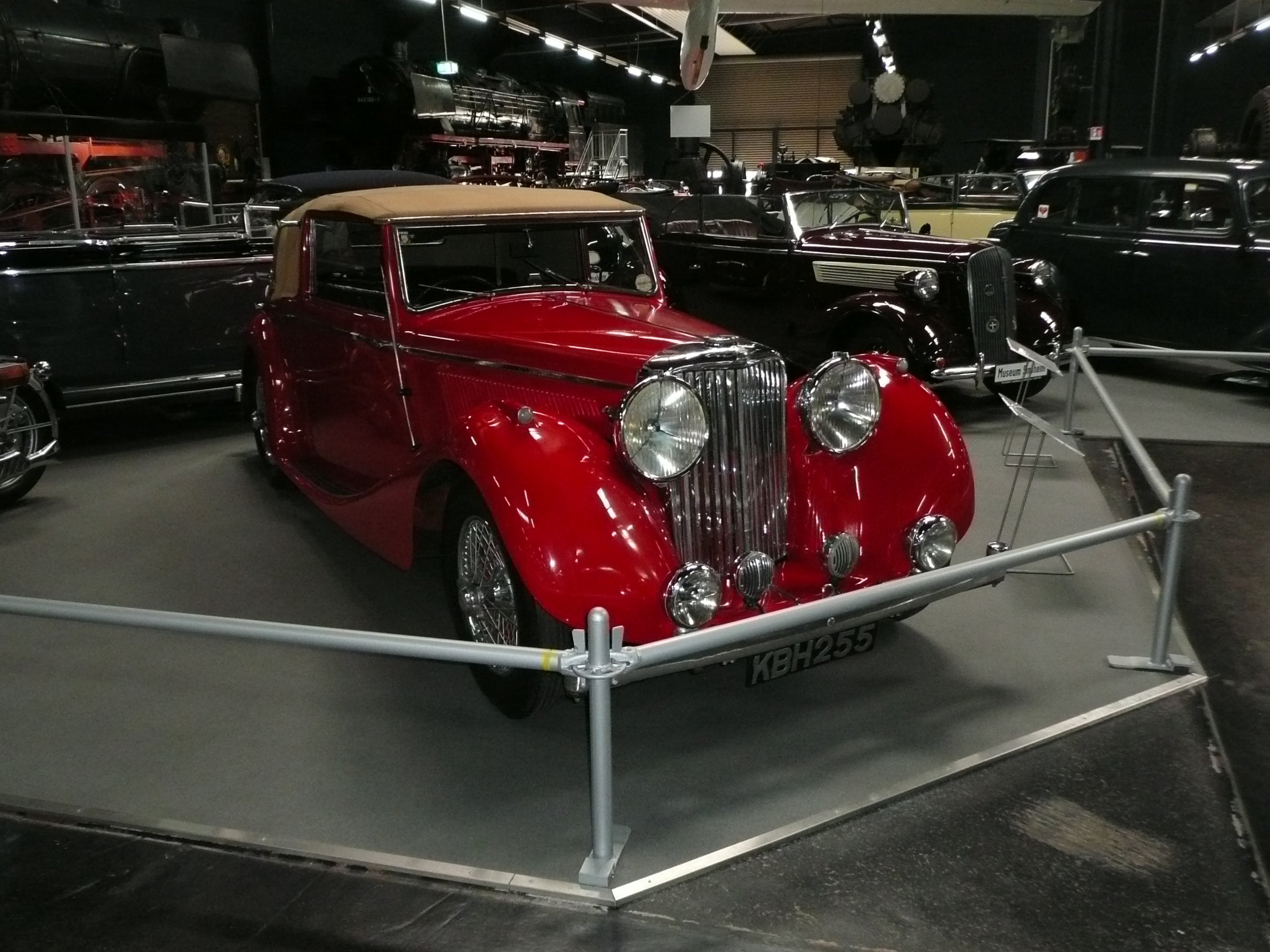

## Caractéristiques techniques
Cette voiture de sport reprend le moteur à six cylindres en ligne Standard version 2,6 L de 68 ch, à refroidissement à eau, des SS1 précédentes. Le bloc moteur est en acier coulé, avec deux soupapes latérales par cylindre. Ce moteur différait de ceux utilisés dans les voitures ordinaires par ses bielles en dural, une culasse en aluminium, avec un taux de compression de 7,0:1, et deux carburateurs RAG. Le moteur a une course de 73,0 mm et un alésage de 106,0 mm. Le rapport de boîte le plus élevé est de 1,0, celui de pont 4,25. Sa vitesse maximum est de 143 km/h, son accélération de 0 à 80 km/h de 12 s et un départ arrêté de 400 m en 23,9 s, atteignant 94 km/h, et les 1 000 m en 43,8 s, atteignant 119 km/h,.
Le châssis en acier, de 2 640 mm, est une version raccourcie du châssis SS1 précédent, également issu de Standard, avec une longueur de 3,81 m, une largeur de 1,59 m, pour un poids de 1 143 kg. La suspension était constituée de ressorts à lames semi-elliptiques, avec des amortisseurs Andre Telecontrol. Les essieux étaient rigides, avec un essieu arrière surbaissé. Le système de freinage est constitué de quatre freins à tambour Bendix Corporation (en).
Le roadster de base était vendu 395 £ en 1935, avec 23 véhicules produits, avant qu'une version SS100 ne lui succède en 1936.